# Division ''Acqui''

Division Acqui est le nom d'un état-major de division de l'armée italienne dont le siège  de la division se trouve à Capoue dans la caserne Oreste Salomone  et le commandement et support tactique à San Giorgio a Cremano près de Naples.

## Histoire
La Division succède à la 33e division d'infanterie ''Acqui'', qui a été dissoute lors de la Seconde Guerre mondiale sur les îles grecques de Céphalonie et de Corfou en septembre 1943. Beaucoup de leurs soldats ont été abattus lors du massacre de Céphalonie par des unités de la  Wehrmacht allemande.
En 2016, à la suite de la réorganisation de la structure de commandement de l'armée italienne,  elle prend le commandement des brigades Grenadiers de Sardaigne, Aosta, Pinerolo, Sassari, Garibaldi et du commandement tactique et de soutien, ce dernier au niveau régimentaire, au même siège à San Giorgio a Cremano (Naples). Parallèlement aux tâches découlant de la prise en charge des cinq brigades d'infanterie, qui représentent au total une quarantaine d'unités au niveau du régiment, elle continue d'assurer le commandement et la planification lors de missions nationales et internationales.

## Structure de la division en 2018

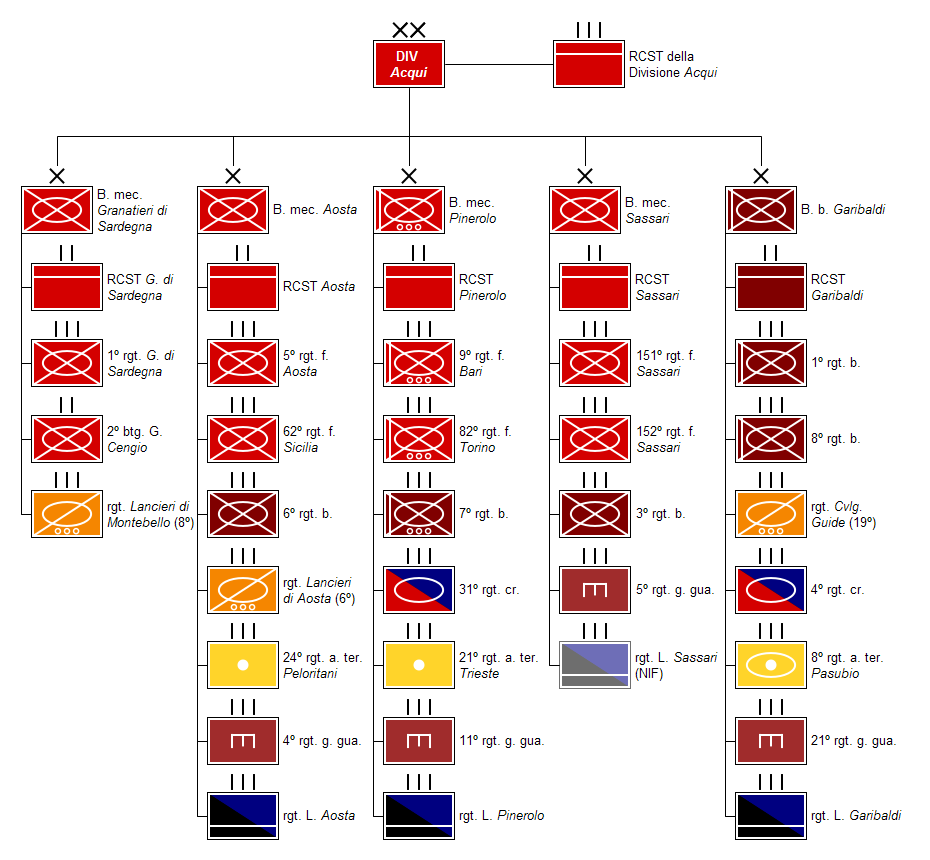
Organigramme della Division Acqui.

- - Commandement et support tactique de la Division Acqui (San Giorgio a Cremano, Campanie)
- - Brigade mécanisée « Granatieri di Sardegna » (Rome, Latium)
- - Brigade mécanisée « Aosta » (Messine, Sicile)
- - Brigade mécanisée « Pinerolo » (Bari, Pouilles)
- - Brigade mécanisée « Sassari » (Sassari, Sardegna)
- - Brigade de bersagliers « Garibaldi » (Caserte, Campanie)